# Zöllnerstraße 13 (Weimar)

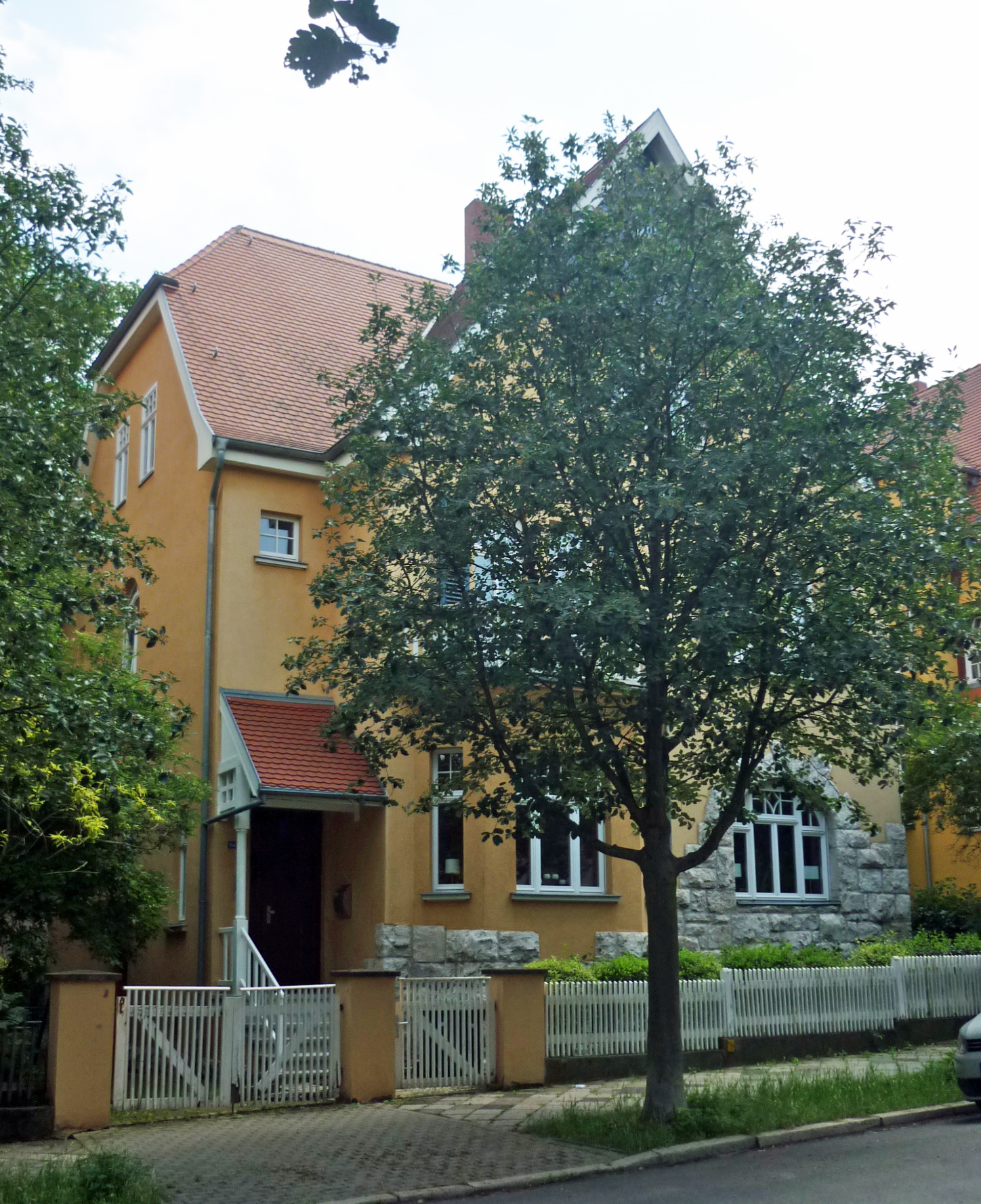
Zöllnerstraße 13

Das Haus Zöllnerstraße 13 in der Westvorstadt von Weimar ist ein Landhaus im Stil der Reformbewegung. Es steht unter Denkmalschutz.
Es wurde 1908/09 im Auftrag des Zimmermeisters Richard Keil errichtet. Das Haus wurde von Max Keil entworfen. Es ist eines von drei Landhäusern, die in der Zöllnerstraße entstanden. Sie bilden durch ihr Erscheinungsbild eine nahezu einheitliche Baugruppe. Die weiteren sind die Zöllnerstraße 11 und die Zöllnerstraße 15 dem Ensemble zugehörig. Im Unterschied zu den Nachbargebäuden ist das Erdgeschoss aus Ziegelmauerwerk und ist mit bossierten Steinen verkleidet. Es besitzt einen differenzierten Grundriss und hat dementsprechend mehrteilige Walm- bzw. Krüppelwalmdachteile. Straßenseitig tritt ein Risalit heraus. Ein polygonaler Anbau mit Austritt und mit bossierten Steinen im Sockelbereich ist diesem vorgelagert. Der Hauseingang ist seitlich. Das gesamte Haus tritt um die Breite des Vorgartens aus der Straßenflucht zurück.